# Antonio Maceda
Antonio Maceda Francés, né le 16 mai 1957, à Sagonte (Communauté valencienne, Espagne), est un footballeur international espagnol.

## Biographie
Jouant au poste de défenseur, il fut international espagnol à 36 reprises pour 8 buts. Il connut 19 victoires, 10 matchs nuls et 7 défaites avec l'Espagne.
Son premier match international fut joué à Londres contre l'Angleterre, le 25 mai 1981, qui se solda par une victoire espagnole (2-1). Le dernier match avec l'Espagne fut joué à Guadalajara (Mexique) contre le Brésil, qui se solda par une défaite sur le score d'un but à 0. Il participa à la Coupe du monde de football 1982, à domicile et 1986, ainsi qu'à l'Euro 1984.
À l'Euro 1984, il marqua deux buts, un contre la RFA pour une victoire 1-0 de l'Espagne (but la 90e minute) au 1er tour, et un à la 67e minute en demi-finale contre le Danemark (1-1 tab 5-4). Il fut finaliste de l'Euro 1984, mais ne joua pas la finale, car suspendu.
Au niveau des clubs, il a remporté avec le Real Madrid la Liga à 4 reprises, une Copa del Rey, une Coupe UEFA. Avec Real Sporting de Gijón, il fut second ou finaliste en Liga ou en Coupe d'Espagne.

## Clubs

### En tant que joueur
- - 1972-1974 :  Acero de Sagunto
  - 1974-1985 :  Sporting de Gijón
  - 1985-1989 :  Real Madrid

### En tant qu'entraineur
- - 1996-1997 :  CD Badajoz
  - 1997 :  Sporting de Gijón
  - 1998 :  SD Compostelle
  - 2002-2003 :  Sporting de Gijón

## Palmarès
- Real Sporting de Gijón
  - 2d du Championnat d'Espagne en 1978-1979
  - 3e du Championnat d'Espagne en 1979-1980
  - Finaliste de la Coupe d'Espagne en 1981 (battu par le Real Madrid) et 1982 (battu par le FC Barcelone)

- Real Madrid
  - Vainqueur de la Coupe UEFA en 1986
  - Vainqueur de la Coupe du Roi en 1989
  - Vainqueur du Championnat d'Espagne en 1986, 1987, 1988 et 1989

- Espagne
  - Finaliste de l'Euro 1984